# Campeonato de Wimbledon 1879
La edición 3.º del Campeonato de Wimbledon se celebró entre el 7 de julio y el 16 de julio de 1879 en las pistas del All England Lawn Tennis and Croquet Club de Wimbledon, Londres, Inglaterra.
El cuadro individual masculino lo iniciaron 22 jugadores.

## Hechos destacados
En la competición individual masculina se impuso el británico John Hartley logrando el primer título que obtendría en el torneo al imponerse en la final al británico Frank Hadlow.

## Palmarés
| Seniors              | Vencedor     | Resultado      | Finalista    | Finalista |
| -------------------- | ------------ | -------------- | ------------ | --------- |
| Individual masculino | John Hartley | No se presentó | Frank Hadlow |           |

## Cuadros Finales

### Torneo individual masculino
| Predecesor: 1878 | Campeonato de Wimbledon 1879 | Sucesor: 1880 |
| Predecesor: -    | Grand Slam 1879              | Sucesor: -    |

- Datos: Q726549
- Multimedia: 1879 Wimbledon Championships / Q726549